# Диана Дураис
Диана Маргарида Дураис (порт. Diana Margarida Durães; Фафе, 8. јун 1996) португалска је пливачица чија ужа специјалност су дугопругашке трке слободним стилом. 

## Спортска каријера
Дураисова је дебитовала на међународној пливачкој сцени на Европском првенству у Лондону 2016 где није остварила неки запаженији резултат. У децембру исте године по први пут је наступила и на Светском првенству у малим базенима где јој је најбољи резултат било 17. место у квалификацијама трке на 800 слободно. 
На светским првенствима у великим базенима је дебитовала у Будимпешти 2017. где је заузела два 13. места у квалификационим тркама на 400 и 800 метара слободним стилом. Прва финала у каријери пливала је на Европском првенству у малим базенима у Копенхагену 2017 — 5. место на 400 слободно и 7. на 800 слободно. 
Први велики резултатски успех на међународној сцени постигла је на Медитеранским играма 2018. у Тарагони где је освојила бронзану медаљу у трци на 400 метара, а пливала је и финала на 200 и 800 метара слободно. Такмичила се и на европским првенствима у великим базенима у Глазгову 2018 (7. место на 400 слободно) и Будимпешти 2021 (два 11. места на 800 и 1500 слободно), те на континенталном првенству у малим базенима у Глазгову 2019. где је освојила осмо место у финалу трке на 800 слободно.
На свом другом наступу на светским првенствима у великим базенима, у корејском Квангџуу 2019, најбољи резултат јој је било 14. место испливано у квалификацијама трка штафета на 4×200 слободно. У појединачним тркама је заузела редом 18. место на 1.500 метара, 20. место на 800 слободно и 27. место на 400 слободно.